# A Taxi Driver
Ne doit pas être confondu avec Taxi Driver.
Pour plus de détails, voir Fiche technique et Distribution.
A Taxi Driver (hangeul : 택시 운전사 ; RR : Taeksi unjeonsa, littéralement « chauffeur de taxi ») est un film dramatique historique sud-coréen réalisé par Jang Hoon,, sorti en 2017.
Le film est tiré d'une histoire vraie. Durant le soulèvement de Gwangju de 1980, le journaliste allemand Jürgen Hinzpeter, intéressé par l'événement, décide de se rendre sur place pour filmer les combats urbains. Il utilise pour cela un taxi et la complicité du chauffeur Kim Sa-bok. Son nom est connu grâce au journaliste allemand qui l’a remercié lors d’une cérémonie en 2003. La production du film aurait essayé de retrouver la trace de Kim Sa-bok, en vain.
Il connait un grand succès en Corée du Sud en devenant le deuxième plus grand succès de l'année avec plus de 12 millions d'entrées au box-office sud-coréen de 2017, pour un budget de 15 milliards de won (environ 11 millions d’euros).

## Synopsis
En 1980, un journaliste allemand travaille au Japon pour une chaîne de télévision allemande. Au mois de mai de la même année a lieu, en Corée du Sud, le soulèvement de Gwangju. Ce mouvement, principalement étudiant et syndical, s’oppose à la dictature de Chun Doo-hwan, mise en place après l’assassinat de Park Chung-hee. Il décide alors de se rendre dans le pays. Il prend un taxi de Séoul à Gwangju et filme tout ce qu’il voit. Son retour jusqu'à Séoul sera éminemment compliqué puisqu'il leur faut échapper à la surveillance aérienne. De retour au Japon, il envoie son film en Allemagne.

## Fiche technique
- Titre original : 택시 운전사
- Titre international : A Taxi Driver
- Réalisation : Jang Hoon
- Scénario : Eom Yu-na
- Direction artistique :
- Décors : Cho Hwa-sung et Jeong i-jin
- Costumes : Jo Sang-gyeong et Choe Yun-seon
- Photographie : Go Nak-seon
- Son : Choi Tea-young
- Montage : Kim Jae-bum et Kim Sang-bum
- Musique : Jo Yeong-wook
- Production : Choe Gi-seop
- Société de production : The Lamp
- Société de distribution : Showbox
- Pays d’origine :  Corée du Sud
- Langue originale : coréen
- Format : couleur
- Genre : drame historique
- Durée : 137 minutes
- Date de sortie :
  - Corée du Sud : 2 août 2017

## Distribution

### Principale
- Song Kang-ho : Kim Man-seob. Un chauffeur de taxi veuf qui vit avec sa fille de onze ans dans une petite maison. Il est un homme ordinaire de la classe ouvrière qui se soucie uniquement de procurer des moyens de subsistance à sa famille et n'est pas intéressé par les problèmes politiques[6]. Le personnage est basé sur le vrai chauffeur de taxi Kim Sa-bok, qui reste introuvable à ce jour[7].
- Thomas Kretschmann : Peter, un journaliste allemand[8].

### Secondaire
- Yoo Hae-jin : Hwang Tae-sool. Un chaleureux chauffeur de taxi de Séoul.
- Ryu Jun-yeol : Jae-sik. Un étudiant d'université naïf.
- Park Hyuk-kwon (en) : le journaliste Choi
- Uhm Tae-goo : Park Jung-sa
- Yoo Eun-mi : Eun-jeong
- Choi Gwi-hwa
- Cha Soon-bae : le chauffeur Cha
- Han Sung-yong
- Lee Jeong-eun
- Jung Suk-yong
- Kim Kang-hyun
- Ryoo Seong-hyeon : le chauffeur Ryoo
- Shin Dam-soo : le chauffeur Shin
- Daniel Joey Albright : David John, un journaliste de la BBC

### Apparitions exceptionnelles
- Ko Chang-seok : le père de Sang-goo
- Jeon Hye-jin : la mère de Sang-goo
- Jung Jin-young : le journaliste Lee

## Production
Le tournage commence le 5 juin 2016 et se termine le 24 octobre 2016.

## Accueil

### Sorties et festivals
Le film sort en Corée du Sud le 2 août 2017.
Selon le distributeur Showbox, le film sortira en Amérique du Nord le 11 août, en Australie et en Nouvelle-Zélande le 24 août, suivi du Royaume-Uni le 25 août. Il sera également diffusé dans les pays d'Asie, comme Hong Kong, Taïwan et le Japon en septembre,.
En août 2017, l'avant-première mondiale du film a lieu durant le festival FanTasia à Montréal, où Song Kang-ho est nommé pour le Prix du Meilleur acteur pour son rôle dans le film,,.
Edeltraut Brahmstaedt, la veuve du journaliste allemand Jurgen Hinzpeter se rend à Séoul le 8 août 2017 et prévoit de regarder le film sur l'histoire vécue par son défunt mari.

### Box-office
Selon le Conseil du film coréen, le film attire 69 890 spectateurs le jour de sa sortie, soit des recettes de 4,5 millions de dollars. Le film est présent sur 1 446 écrans et est diffusé 7 068 fois en Corée du Sud. Le deuxième jour de son exploitation, à midi, le film dépasse le million de spectateurs.
Le troisième jour, le nombre total de spectateurs double en atteignant les deux millions. La barre des quatre millions est dépassée le quatrième jour,. Le film connait le même début d'exploitation que The Admiral: Roaring Currents (le plus gros succès au box-office de Corée du Sud de tous les temps) et est en concurrence avec Battleship Island avec qui il a pour point commun d'avoir dépassé les quatre millions de spectateurs après cinq jours d'exploitation.

## Distinctions

### Récompenses
- FanTasia 2017 : Meilleur acteur pour Song Kang-ho[23]
- The Seoul Awards 2017 : Meilleur acteur pour Song Kang-ho

### Nomination
- The Seoul Awards 2017 : Grand Prix du meilleur film